# Henri Coandă
Henri Marie Coandă (7. června 1886, Bukurešť – 25. listopadu 1972, Bukurešť) byl rumunský vynálezce, průkopník aerodynamiky a konstruktér experimentálního letadla Coandă-1910, které nikdy nevzlétlo. Vynalezl řadu zařízení, navrhl koncept „létajícího talíře“ a objevil tzv. Coandův efekt, důležitý jev v dynamice tekutin. V 50. letech 20. století Coandă zveličil svůj význam v historii letectví, když nepravdivě tvrdil, že vynalezl proudový motor s nasáváním vzduchu a že tento design použil v letounu Coandă-1910. 